# Richard von der Schulenburg

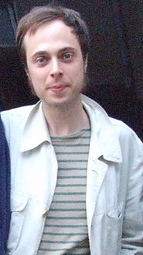
Bei einem Konzert der Band Die Sterne in Magdeburg im Mai 2006

Richard Hermann Hardnak Graf von der Schulenburg (* 11. Juni 1974 in Bielefeld) ist ein deutscher Musiker. Er war Mitglied der Band Die Sterne und arbeitet als Solokünstler und House-DJ.

## Leben und Wirken
Richard Graf von der Schulenburg stammt aus dem Adelsgeschlecht Schulenburg. Er wurde als Sohn des Diplomlandwirts und Saatzuchtleiters Hardnak Graf von der Schulenburg und dessen Frau Gesche, geb. Junge, in Bielefeld geboren und wuchs in Bad Salzuflen (Kreis Lippe) auf. Im Jahre 1990 gründete er seine erste Schülerband Holy Cow, die sich im Jahre 1993 wieder auflöste. Im Januar 1994 brach er die Schule ab und arbeitete danach in verschiedenen Aushilfsjobs.
1995 zog er nach Hamburg und gründete zwei Jahre später mit Henrik Lafrenz und Annette Kerschbaum das Top Banana Trio. Ab 1998 bestand es aus Richard und John Raphael Burgess, zusammen spielten sie unter anderem als Vorband von JaKönigJa. 1998 bis 1999 spielte Richard von der Schulenburg bei der Hamburger Punkband Soup de Nüll, bestehend aus ihm, Henrik Lafrenz, Rainer Heesch und Torben Widdermann.
Ab Juli 1999 veranstaltete er monatliche Themenabende, zuerst unter dem Motto „Das wird schön“, ab 2000 dann „Das war schön“ in der Hamburger Kiezkneipe Meanie Bar, bei denen Songs von ABBA, AC/DC, Pink Floyd auf der Orgel dargeboten wurden. Im November 1999 erschien Schulenburgs erste Solo-Single namens Die Meanie Bar Orgel.
Im Januar 2000 wurde Schulenburg Mitglied der Band Die Sterne. Die Sterne nahmen sein Stück Budapester Schlittenfahrt als Beitrag zum Spielfilm Im Juli von Fatih Akin auf. Im August 2002 erschien sein erstes Solo-Album Das ist schön auf dem Label L’age d’or.
Ende 2007 gründete er mit John Raphael Burgess und Olve Strelow das Jazzensemble 440HzTrio, welche 2012 mit Jacques Palminger von Studio Braun ein Album mit dem Titel "Jzz&Lyrk" aufnahmen.
Seit 2008 betrieb er zusammen mit dem Hamburger Musiker Jimi Siebels das Label it's, welches House-Musik veröffentlicht.
Im Juli 2009 stieg er nach neun Jahren Zusammenarbeit bei der Gruppe Die Sterne aus und arbeitet seitdem verstärkt als Soloartist und DJ unter dem Namen RVDS.
Zudem arbeitet er als Theatermusiker, u. a. im Deutschen Theater Berlin, und betreibt seit 2010 das Label it's alleine.

## Diskografie
- 1999: Top Banana Richard – Die Meanie Bar Orgel (Single, Jungs & Mädels Records)
- 1999: Top Banana Trio (Eigenverlag)
- 2002: Richard – Das ist schön (CD L’age d’or)
- 2004: Richard von der Schulenburg – Universum (CD L’age d’or, Do-LP Materie Records)
- 2008: RvdS – Lost whistle EP (12", it's)
- 2009: RvdS – Dupscheck Otto Waalkes Remix (Samplerbeitrag auf Vinyl Pudelprodukte 8, vom Hamburger Golden Pudel Club veröffentlicht)
- 2011: RvdS – Moments (CD, Do-LP, "it's")
- 2012: Jacques Palminger & 440hz Trio – Jzz & Lyrk (CD, LP, "Staatsakt")